# Rugengabari
Rugengabari ist ein Sektor innerhalb des Distrikts Burera in der Nordprovinz von Ruanda.

## Geographie
Der Sektor hat eine Fläche von 29,6 km² und liegt auf einer Höhe von etwa 2200 m. Er setzt sich aus den vier Zellen Kilibata, Mucaca, Nyanamo und Rukandabyuma zusammen. Im Westen liegt der Sektor am Ruhondo-See. Nachbarsektoren sind im Norden Gitovu, im Osten Rusarabuge, im Süden Kamubuga und im Westen Gashaki.

## Bevölkerung
Nach Stand der Volkszählung von 2022 liegt die Einwohnerzahl bei 20.920. Zehn Jahre zuvor waren es 18.467, was einem jährlichen Bevölkerungszuwachs von 1,3 Prozent zwischen 2012 und 2022 entspricht.

## Verkehr
Im Osten verläuft in Nord-Süd-Richtung eine Stand 2022 nicht asphaltierte District Road durch den Sektor.